# Südeichsfeld
Die Gemeinde Südeichsfeld ist eine Landgemeinde im Unstrut-Hainich-Kreis in Thüringen. Sie liegt im Naturpark Eichsfeld-Hainich-Werratal und hat etwa 6.600 Einwohner. Sie umfasst das südliche Gebiet der namensgebenden Landschaft des Südeichsfeldes.

## Geografie
Die Landgemeinde Südeichsfeld liegt im Südwesten des Unstrut-Hainich-Kreises und ist durch eine Mittelgebirgslandschaft und das Tal der Werra geprägt. Der westliche und südliche Teil wird den Wanfrieder Werrahöhen zugerechnet, vorherrschende Gesteinsart ist Muschelkalk, dieses Gestein wurde im Betonwerk Wendehausen wirtschaftlich genutzt. Als höchste Erhebung im Gemeindegebiet gilt die Keudelskuppe (484,7 m ü. NN) an der hessisch-thüringischen Landesgrenze. Die tiefste Stelle im Gemeindegebiet (214 m ü. NN) befindet sich östlich der Feldmühle am Haselbach bei der Wüstung Kleintöpfer.
Das Gemeindegebiet ist im Norden, Süden und Westen zugleich ein Abschnitt der Kreisgrenze: im Norden zum Landkreis Eichsfeld, im Süden zum Wartburgkreis. Im Westen ist die Gemeinde- und Landkreisgrenze zugleich Grenze der Bundesländer Thüringen und Hessen. Im Osten grenzen die Kreisstadt Mühlhausen/Thüringen und die Gemeinde Vogtei an das Gemeindegebiet. Der Name der Gemeinde bezieht sich auf die Zugehörigkeit des weit überwiegenden Teils des Gemeindegebiets zu der Region Eichsfeld, deren Grenzen über die des Landkreises Eichsfeld hinausreichen.

### Ortsteile
Die am 1. Dezember 2011 gegründete Landgemeinde besteht aus den folgenden neun Ortschaften:
- Diedorf
- Faulungen
- Hallungen
- Heyerode
- Hildebrandshausen
- Katharinenberg
- Lengenfeld unterm Stein
- Schierschwende
- Wendehausen

### Berge und Erhebungen
Das durch mehrere Bäche stark gegliederte Gemeindegebiet verfügt über mehr als 20 Erhebungen, die eine Höhe von 400 m ü. NN überschreiten. Zu den bedeutendsten Erhebungen zählen Keudelskuppe (484,7 m ü. NN), der Dörnerberg (477,5 m ü. NN), der Kälberberg (476,6 m ü. NN), die kahle und unauffällige Erhebung Steinerner Mann (472,8 m ü. NN) an der Bundesstraße 249, der anteilig zur Gemeinde gehörende Konstein (455,2 m ü. NN), Hainzenberg und Pfaffenkopf – jeweils (450,7 m ü. NN), die Lindenhecke (447,3 m ü. NN), der Dudelberg (435,1 m ü. NN) und der Schlossberg bei Lengenfeld (401,9 m ü. NN).

### Gewässer
Der Ortsteil Heyerode ragt in den nördlichen Teil des Hainich hinein, er wird vom Lempertsbach entwässert. Das Zentrum der Gemeinde um Diedorf und Katharinenberg wird vom Haselbach (Heldrabach), einem rechten Zufluss der Werra entwässert, der sich bei Wendehausen ein enges Tal gegraben hat. Westlich von Katharinenberg fließt der Gatterbach der Werra zu. Der nordwestliche Teil der Gemeinde mit Faulungen, Hildebrandshausen und Lengenfeld unterm Stein gehört zum Einzugsgebiet der Frieda. Die bei Schierschwende nach Süden abfließenden Quellbäche münden in den Falkener Bach und nach kurzem Lauf in die Werra. Die drei Fischteiche bei Heyerode und die drei Fischteiche zwischen Struth und Lengenfeld unterm Stein sind die einzigen stehenden Gewässer.

### Schutzgebiete

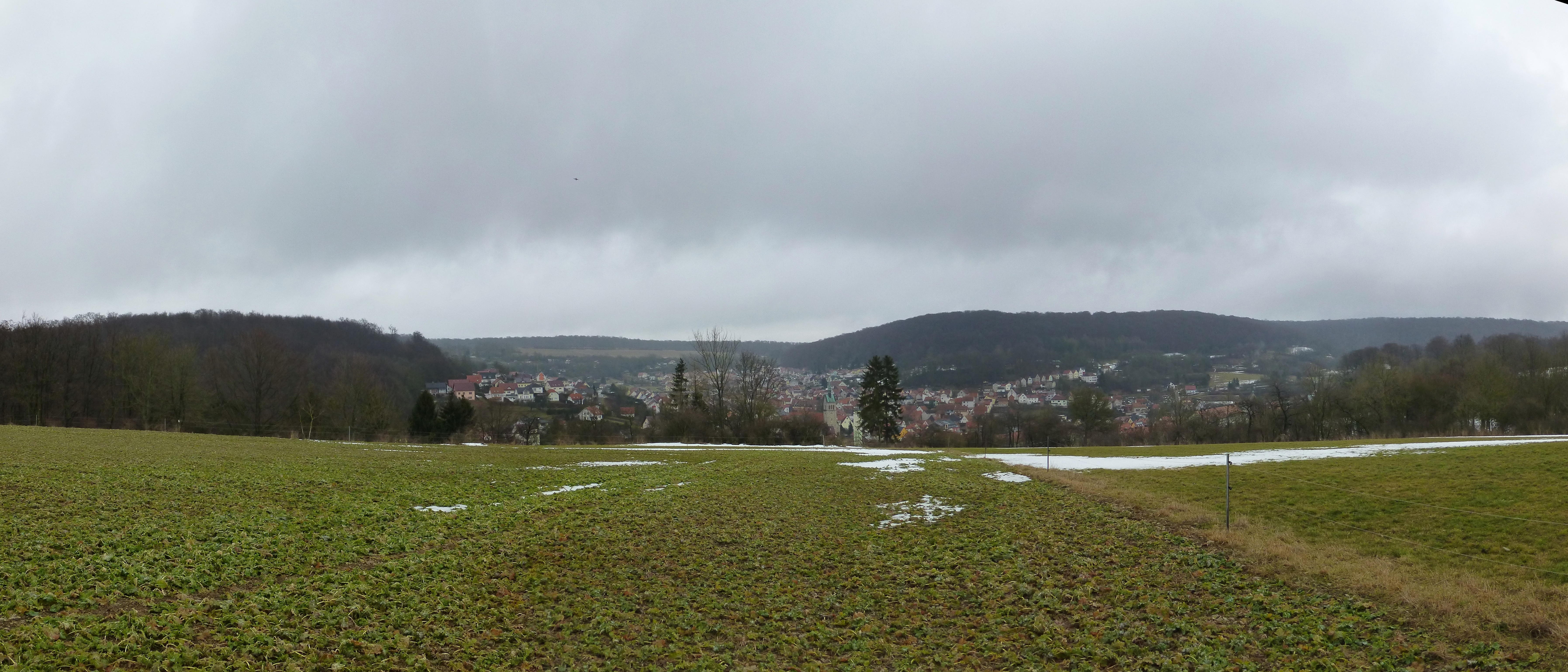
Landschaft bei Heyerode

Das Gemeindegebiet gehört aufgrund der vielfältigen Flora und Fauna zu mehreren Schutzgebieten:
- (seit 2009 komplett im LSG Eichsfeld)
- Naturschutzgebiet Keudelskuppe–Wacholderberg (149 ha, geplant)
- FFH-Gebiet Treffurter Stadtwald nördlich von Treffurt (352 ha)
- FFH-Gebiet Adolfsburg–Bornberg–Sülzenberg (148 ha; orographisch komplett und naturräumlich mit der Osthälfte bereits Falkener Platte) – anteilig mit Schierschwende und Heyerode vertreten.

Das gesamtdeutsche Naturschutzprojekt Grünes Band mit dem Abschnitt „Eichsfeld-Werratal“ führt die Höhen als Muschelkalkhöhen östlich von Wanfried als eigenes Projektgebiet.

## Geschichte

### Mittelalter
Das heutige Gemeindegebiet gehörte im Spätmittelalter zum überwiegenden Teil zum mainzischen Amt Bischofstein mit den Orten Diedorf, Heyerode, Hildebrandshausen, Faulungen und Lengenfeld unterm Stein. Das südwestliche Gemeindegebiet um Wendehausen und Schierschwende gehörte zum Herrschaftsgebiet des Amtes Treffurt, welches als Ganerbschaft Treffurt bis in das 19. Jahrhundert Bestand hatte.
Teile des Gemeindegebietes wurden erst im Spätmittelalter durch Rodungen erschlossen, die Mehrzahl dieser spätmittelalterlichen Orte wurden durch ertragsarme Böden, versiegende Quellen, Kriege und Plünderungen bald aufgegeben und sind heute noch als Wüstungen bekannt. Zu diesen zählen beispielsweise Heßlingerode, Grünrode und Sifterode bei Katharinenberg sowie die sogar mit Stadtrechten versehene Stadt Stein bei Lengenfeld unterm Stein. Als Folge der Innerdeutschen Grenze mussten die grenznahen Güter Keudelstein, Kleintöpfer (mit Ziegelei) und Karnberg sowie das Gehöft Scharfloh aufgegeben werden. 

### Neuzeit
Der Bezirkstag Erfurt stimmte mit Wirkung vom 3. Juni 1964 der Eingliederung des Ortsteils Kleintöpfer, Stadt Treffurt, mit einer Fläche von 599,8586 ha in die Gemeinde Wendehausen, Kreis Mühlhausen zu.
Die von 1911 bis 1952 betriebene Bahnstrecke Mühlhausen–Treffurt verband die Ortsteile Wendehausen, Diedorf und Heyerode mit der Kreisstadt Mühlhausen. Bereits 1880 war die als Kanonenbahn bekannte Bahnstrecke Leinefelde–Treysa mit Bahnhöfen in Lengenfeld und Geismar in Betrieb gegangen. Mit der Sprengung des Friedaviaduktes in der Endphase des Zweiten Weltkrieges wurde die Strecke zwischen Geismar und dem hessischen Schwebda unterbrochen. und der thüringische Teil der Strecke Ende 1992 stillgelegt.

### Eingemeindungen
Nach Beschlüssen aller beteiligten Gemeinden zur Bildung der Landgemeinde hatten die Bürgermeister einen Vertrag über den Gemeindezusammenschluss geschlossen. Mit Gründung der Gemeinde wurde am 1. Dezember 2011 die Verwaltungsgemeinschaft Hildebrandshausen/Lengenfeld unterm Stein aufgelöst. Die ihr ebenfalls angehörende Gemeinde Rodeberg übertrug Aufgaben an Südeichsfeld als erfüllende Gemeinde. Kritisiert wurde, dass es keine Bürgerbefragung zu dem Thema gab und die Bürger vor vollendete Tatsachen gestellt wurden.
Zum 1. Januar 2024 trat die Gemeinde Hallungen der Gemeinde Südeichsfeld bei und wechselte hierfür aus dem Wartburgkreis in den Unstrut-Hainich-Kreis. Außerdem ist Südeichsfeld nicht länger als erfüllende Gemeinde für Rodeberg tätig, da dieses aufgelöst wurde.

### Einwohnerentwicklung
In der nachstehenden Tabelle ist die Entwicklung der Einwohnerzahl seit der Gründung der Landgemeinde 2011 dargestellt. Ermittelt wurden die Werte jeweils zum Stichtag 31. Dezember.
| Jahr | Einwohner |
| ---- | --------- |
| 2011 | 6991      |
| 2012 | 6898      |
| 2013 | 6895      |
| 2014 | 6831      |
| 2015 | 6779      |
| 2016 | 6720      |
| 2017 | 6675      |
| 2018 | 6629      |
| 2019 | 6604      |
| 2020 | 6574      |

| Jahr | Einwohner |
| ---- | --------- |
| 2021 | 6488      |
| 2022 | 6345      |
| 2023 | 6285      |
| 2024 | 6419      |

## Politik

### Gemeinderat
Die Kommunalwahl am 26. Mai 2024 führte bei einer Wahlbeteiligung von 69,2 % zu folgendem Ergebnis für die Zusammensetzung des Gemeinderats von Südeichsfeld:
| Partei / Liste                       | Stimmenanteil | Sitze |
| Christlich-Demokratische Union (CDU) | 50,9 %        | 11    |
| BV Diedorf/Katharinenberg            | 18,2 %        | 4     |
| FWG Heyerode                         | 18,1 %        | 3     |
| Liste für Wendehausen                | 12,8 %        | 2     |

### Bürgermeister
Nach der Bildung der Gemeinde 2011 führte zunächst Jörg Engelmann-Bärenklau als „Beauftragter der Gemeinde Südeichsfeld“ die Verwaltung. Bei der ersten Wahl zum Bürgermeister wurde am 26. Februar 2012 Andreas Henning (bis Mai 2018 CDU, seitdem parteilos) mit 61,1 % der abgegebenen gültigen Stimmen gewählt. Am 14. Januar 2018 erfolgte seine Wiederwahl mit 97,2 % der abgegebenen gültigen Stimmen, am 26. Mai 2024 wurde er erneut mit 92,8 % der abgegebenen gültigen Stimmen im Amt bestätigt.

## Wirtschaft und Infrastruktur

### Wasser und Abwasser
Die Landgemeinde Südeichsfeld ist Mitglied im Obereichsfeldischen Wasserleitungsverband (OEWLV), der die Trinkwasserversorgung übernimmt. Die Aufgaben der Abwasserbehandlung und Abwasserbeseitigung wurde an den Zweckverband Wasserversorgung und Abwasserentsorgung Obereichsfeld (WAZ) übertragen.

## Kultur und Sehenswürdigkeiten
- Lengenfelder Viadukt, Eisenbahnviadukt in Lengenfeld
- Schloss Bischofstein in Lengenfeld
- Kirche in Diedorf mit Heiligem Grab
- Strumpfmuseum Diedorf
- Grenzhaus bei Heyerode
- Kirchenruine Katharinenberg
- Grenzturm Katharinenberg mit Grenzmuseum

## Veranstaltungen
Überregional bekannt ist das seit 2020 jährlich im Ortsteil Katharinenberg stattfindende Biergarten-Festival, das jedes Jahr etwa 14.000 Besucher anzieht.